# Julieta Lanteri
Julia Magdalena Ángela Lanteri (en la seva acta de naixement, Giulia Maddalena Angela Lanteri; La Briga Auta, Itàlia, 22 de març de 1873 - Buenos Aires, 23 de febrer de 1932), coneguda com a Julieta Lanteri, va ser una metgessa, política i feminista italoargentina que va lluitar pels drets de les dones, entre els quals el dret de vot, però no exclusivament. També el de representació política i el de divorci, així com la denúncia de les condicions inhumanes de les obreres, o de proxenetes i funcionaris que practicaven l'explotació sexual, o del poder de l'Església sobre la vida de les persones.
Va arribar a Buenos Aires amb la seva família, procedent d'Itàlia, quan tenia sis anys. El 1886, Lanteri va ingressar al Col·legi Nacional de La Plata, que l'habilitava per ingressar a la universitat. El 1891 va optar per estudiar per a metgessa, una professió vedada aleshores a les dones, però va poder accedir-hi amb un permís especial del president Leopoldo Montes de Oca. Es va convertir en la cinquena metgessa titulada a l'Argentina i, juntament amb la primera diplomada en aquesta casa d'estudis, Cecilia Grierson, va fundar l'Associació Universitària Argentina. En aquests anys, es va perfeccionar a l'hospital Ramos Mejía.

## Trajectòria
Va treballar durant una dècada en l'Assistència Pública de Buenos Aires i a l'hospital d'Emergències i Dispensari. El 1906 es va integrar al Centre Feminista del Congrés Internacional del Lliure Pensament que es va fer a Buenos Aires, amb altres feministes com Raquel Camaña, Elvira Rawson, Petrona Eyle, Sara Justo, Cecilia Grierson i Adelia Di Carlo, que reclamaven els drets cívics femenins a Argentina. Allà va sentir la republicana espanyola Belén de Sárraga, que cridava a lluitar pels drets polítics de la dona. Tot seguit Lanteri va fundar, al costat de la socialista Alicia Moreau, el Centre Feminista, que seria la primera organització dedicada a lluitar explícitament pels drets femenins.
Va organitzar al maig de 1910, al costat d'altres dones, el Congrés Femení Internacional que va tenir com a seu Buenos Aires. Es van presentar treballs de dones de tot el món referides a temàtiques de gènere com drets civils i polítics, divorci, educació, cultura, economia, etc. Va ser el primer esdeveniment d'aquest tipus que va mostrar al món, de manera concreta, l'organització feminista i les propostes per modificar les situacions d'inferioritat que vivien les dones argentines i del món.
Quan el 1911 la Municipalitat de Buenos Aires va convocar els veïns perquè actualitzessin les seves dades en els padrons, en vista a les eleccions municipals de legisladors, va cridar al fet que ho fessin els ciutadans majors, residents a la ciutat, que tinguessin un comerç o indústria o exercissin una professió liberal i paguessin impostos. Lanteri va advertir que no es deia res sobre el sexe. Llavors es va inscriure en la parròquia San Juan Evangelista de La Boca, que era la que li corresponia pel seu domicili i quan va arribar el 26 de novembre, dia de les eleccions, va votar en l'atri d'aquesta església. Adolfo Saldías, president de mesa, la va saludar i la va felicitar «per ser la signant del document del primer sufragi d'una dona al país i a Sud-amèrica».
Lanteri es va dirigir a La Nación i a La Prensa, aleshores els mitjans més llegits i va explicar el fet. L'endemà, la notícia va aparèixer als diaris. Poc després, l'Ajuntament de Buenos Aires va sancionar una ordenança on especificava que estava prohibit el vot de les dones perquè l'empadronament es basava en el registre del servei militar. Julieta Lanteri es va presentar davant registres militars de la capital federal per sol·licitar ser enrolada i fins i tot va acudir al ministre de Guerra i Marina.
El 1919, es va postular al Congrés com a diputada i es va convertir en la primera dona candidata a l'Argentina. En no ser legalitzada per ingressar al parlament va organitzar i va encapçalar a la plaça Flores el primer simulacre de votació de carrer. Aquesta acció va congregar més de dues mil persones, i va cridar l'atenció de les feministes del món. A principis de 1920, el senador Juan B. Justo la va incloure en la seva llista del Partit Socialista Argentí al costat d'Alicia Moreau de Justo.
Lanteri va seguir endavant, va fundar el Partit Feminista Nacional pel qual es va postular a legisladora en diverses oportunitats. El 1924, any en què va triomfar Alfredo Palacios, Julieta Lanteri el va seguir en quantitat de vots obtinguts. No va ser poca cosa, i a partir d'allí va començar a guanyar-se encara més enemics.
Els principis del seu partit es van incorporar a partits nacionals a Sant Juan i Mendoza. Va preveure cops totalitaris a Amèrica del Sud, va dissertar a la Universitat Nacional de La Plata i es va entrevistar Marcelo T. de Alvear per comentar-li alternatives antiautoritàries. Va bregar per drets i millores laborals femenines i infantils.
Va viure a Buenos Aires, La Plata, Olivos i Quilmes, llocs on va conrear l'amistat amb Alfonsina Storni, Alfredo Palacios, José Ingenieros, entre altres personalitats. El que va ser el seu últim habitatge es conserva a Berazategui, on hi ha una fleca. El Museu Històric i Natural d'aquesta ciutat conserva alguns objectes d'ella.
El 23 de febrer de 1932, Lanteri caminava per la diagonal Norte, en ple microcentre de Buenos Aires, quan un automobilista la va copejar i va fugir. Després de dos dies a l'hospital, va morir als 58 anys; i milers de persones van acompanyar el seu funeral.
L'incident mortal, considerat com a accident per la policia, va ser qüestionat per la cronista i escriptora Adelia Di Carlo a El Mundo. La notícia es va publicar diversos dies amb els detalls del sinistre, fins i tot el fet que l'informe policial havia ratllat el nom i vehicle del conductor; i que l'home, David Klapenbach, era membre del grup paramilitar d'extrema dreta Lliga Patriòtica Argentina i havia comès nombrosos assassinats. La casa de Di Carlo va ser saquejada per personal civil de la Policia de la Capital Federal després de la publicació d'aquestes dades.

## Premis i reconeixements

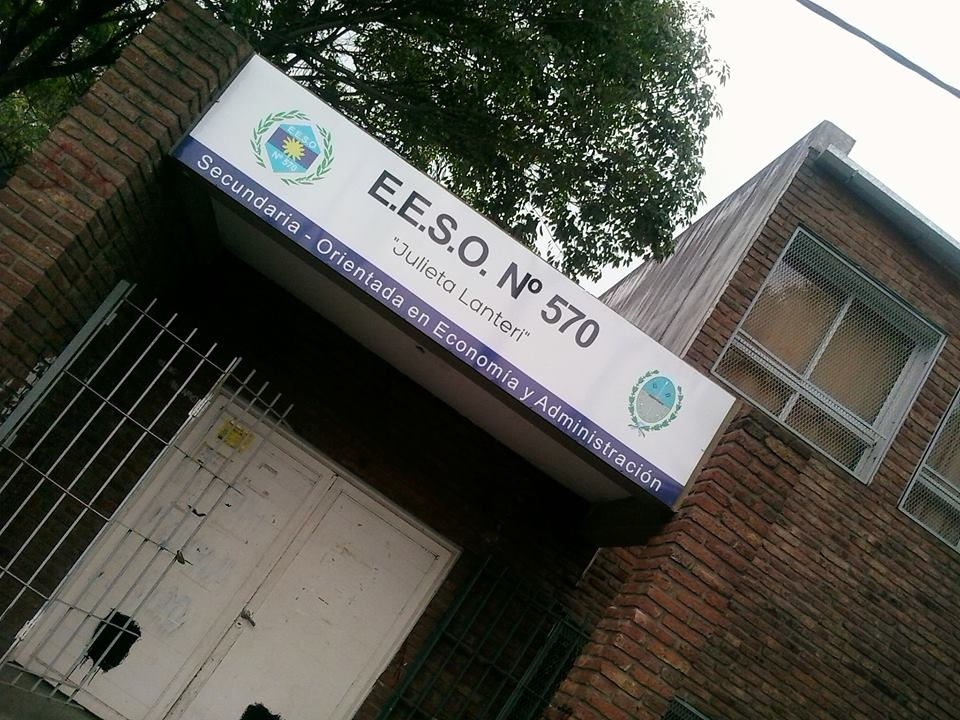
Façana d'escola número 570 de Rosario

El 2001 van publicar-se dos llibres biogràfics de les periodistes d'investigació Araceli Bellota i Ana María De Mena: Julieta Lanteri: La pasión de una mujer i Palomita blanca, respectivament. El carrer de Puerto Madero, una escola de la ciutat de San Juan, l'Escola Mitjana Número 10 de Berazategui i diverses entitats amb el seu nom, la recorden i homenatgen.
El 2000, la Municipalitat de Buenos Aires va convocar diverses ONG per triar les dones més destacades de tot el segle XX i va ser-ne una de les divuit triades. Des de 2010 el Museu Històric de Berazategui en el mes de la dona realitza el lliurament de la Distinció Dra. Julieta Lanteri a dones destacades de la comunitat de Berazategui, a manera d'homenatge de qui va ser veïna d'aquesta ciutat entre els anys 1920 i 1932, any en què la van assassinar. L'any 2012 l'escola d'educació secundària número 570, de la ciutat de Rosario (Santa Fe) pren el nom de Julieta Lanteri. Un segell de l'estat argentí també la commemora.